# Шуй Хуа
Шуй Хуа (кит. трад. 水华, настоящее имя Чжан Шуйхуа; 23 ноября 1916, Нанкин, Китай — 16 декабря 1995) — китайский режиссёр и сценарист.

## Биография
С 1933 года работал в театре. В кино дебютировал в 1949 году («Седая девушка», с Ван Бинем). Считается тонким мастером литературных экранизаций. В фильме «Скорбь по ушедшей» впервые в китайском кино использовал приём внутреннего монолога как форму всего фильма.

## Избранная фильмография

### Режиссёр
- 1950 — Седая девушка / Bai mao nu (с Ван Бинем)
- 1954 — Земля / Tudi
- 1959 — Лавка господина Линя / Lin jia pu zi (по Мао Дуню)
- 1961 — Семья революционеров / Geming jiating
- 1965 — Бессмертие в пламени / Lie huo zhong yong sheng  (по роману «Красный утёс» Гуан Биня, Ян Ияня)
- 1981 — Скорбь по ушедшей / Shang shi  (по Лу Синю)
- 1984 —  / Lan se de hua

### Сценарист
- 1950 — Седая девушка / Bai mao nu (с Ван Бинем и Юйшэн Ляном)
- 1954 — Земля / Tudi (с Мучуан Гуо, Бин Ли, Бай Мей, Лин Ю)
- 1961 — Семья революционеров / Geming jiating (с Ся Янь и Чэн Тао)

## Награды
- 1961 — номинация на Главный приз Второго Московского международного кинофестиваля («Семья революционеров»)
- 1962 — премия Сто цветов за лучший сценарий («Семья революционеров»)